# Paul Corkum
Paul Corkum (Saint John, 30 de outubro de 1943) é um físico canadense.
É especialista em attofísica e física do laser.